# Kist, Würzburg
Kist là một đô thị ở huyện Würzburg bang Bayern thuộc nước Đức.